# Super Fun Night
Super Fun Night ist eine US-amerikanische Sitcom von und mit Rebel Wilson, die am 2. Oktober 2013 auf ABC Premiere hatte. Sie wurde in den Vereinigten Staaten am Comedymittwoch im Anschluss an Modern Family ausgestrahlt.
Die deutschsprachige Erstausstrahlung sendete der österreichische Sender ATV vom 15. Juli bis zum 6. August 2015. In Deutschland strahlt der Free-TV-Sender Sixx die Serie seit dem 8. Februar 2018 aus.

## Handlung
Junior Anwältin Kimmie Boubier (Rebel Wilson) und ihre zwei besten Freundinnen Helen-Alice (Liza Lapira) und Marika (Lauren Ash) haben seit 13 Jahren jeden Freitag eine feste Verabredung unter dem Motto “Freitag Nacht - Amüsiernacht”: “Immer gemeinsam! Immer drinnen!”. Jedoch kommt diese Tradition ins Stocken, als Kimmie befördert wird und den attraktiven, britischen Anwalt Richard Royce (Kevin Bishop) kennenlernt.

## Synchronisation
Die deutsche Synchronisation wird von der Arena Synchron GmbH in Berlin unter der Regie von Gabrielle Pietermann produziert.
| Rolle                | Schauspieler   | Hauptrolle | Nebenrolle       | Synchronsprecher      |
| -------------------- | -------------- | ---------- | ---------------- | --------------------- |
| Kimmie Boubier       | Rebel Wilson   | 1.01–1.17  |                  |                       |
| Marika               | Lauren Ash     | 1.01–1.17  |                  |                       |
| Helen-Alice          | Liza Lapira    | 1.01–1.17  |                  | Josephine Schmidt     |
| Richard Royce        | Kevin Bishop   | 1.01–1.17  |                  |                       |
| Kendall Quinn        | Kate Jenkinson | 1.01–1.17  |                  |                       |
| Alex                 | Ravi Patel     |            | 1.01, 1.03, 1.15 | Valentin Stilu        |
| Derrick              | Matt Lucas     |            | 1.01, 1.15       | Jeffrey Wipprecht     |
| Jazmine Boubier      | Ashley Tisdale |            | 1.04, 1.08, 1.11 |                       |
| Felicity Vanderstone | Kelen Coleman  |            | 1.08             | Nadine Zaddam Leopold |

## Episodenliste
| Nr. | Deutscher Titel                  | Originaltitel              | Erstausstrahlung USA | Deutschsprachige Erstausstrahlung (A) | Regie            | Drehbuch                          | Zuschauer (USA) |
| --- | -------------------------------- | -------------------------- | -------------------- | ------------------------------------- | ---------------- | --------------------------------- | --------------- |
| 1   | Vergiss es, Boubier!             | Anything for Love          | 2. Okt. 2013         | 15. Juli 2015                         | Alex Hardcastle  | John Riggi                        | 8,23 Mio.       |
| 2   | Drei Mädels und drei Kerle       | Three Men and a Boubier    | 9. Okt. 2013         | 16. Juli 2015                         | Jeffrey Walker   | Brent Forrester                   | 6,64 Mio.       |
| 3   | Voll erwischt!                   | Chick or Treat             | 16. Okt. 2013        | 17. Juli 2015                         | Stuart McDonald  | Rebel Wilson                      | 5,95 Mio.       |
| 4   | Superschräg                      | Engagement Party           | 23. Okt. 2013        | 20. Juli 2015                         | John Riggi       | Robin Schiff                      | 5,79 Mio.       |
| 5   | Die Kriegerprinzessin            | Go with Glorg              | 30. Okt. 2013        | 21. Juli 2015                         | Rodman Flender   | Hannah Friedman                   | 5,17 Mio.       |
| 6   | Die Liebeslöwin                  | The Love Lioness           | 13. Nov. 2013        | 22. Juli 2015                         | Rodman Flender   | Jen Braeden                       | 5,84 Mio.       |
| 7   | Hau den Maulwurf!                | The Set Up                 | 20. Nov. 2013        | 23. Juli 2015                         | Ken Marino       | Christina Lee & Michael Showalter | 5,52 Mio.       |
| 8   | Feiern für Anfänger              | Pilot                      | 4. Dez. 2013         | 24. Juli 2015                         | John Riggi       | Rebel Wilson                      | 4,77 Mio.       |
| 9   | Der perfekte Baum                | Merry Super Fun Christmas  | 11. Dez. 2013        | 27. Juli 2015                         | Christine Gernon | Steve Rubinshteyn                 | 5,37 Mio.       |
| 10  | Big Kim in Da House              | Li’l Big Kim               | 8. Jan. 2014         | 28. Juli 2015                         | Fred Savage      | Jen Braeden                       | 4,87 Mio.       |
| 11  | Der charmante Kochbär            | Dinner Party               | 8. Jan. 2014         | 29. Juli 2015                         | Eyal Gordin      | Dan Hernandez & Benji Samit       | 4,68 Mio.       |
| 12  | Brücken der Freundschaft         | Hostile Makeover           | 15. Jan. 2014        | 30. Juli 2015                         | Elliot Hegarty   | John Riggi                        | 4,44 Mio.       |
| 13  | Schwupp, schon ist der Fleck weg | Let the Games Begin        | 22. Jan. 2014        | 31. Juli 2015                         | Jamie Babbit     | Brent Forrester                   | 4,83 Mio.       |
| 14  | Böses Mädchen, guter Junge       | Lucindervention            | 29. Jan. 2014        | 3. Aug. 2015                          | Jamie Babbit     | Brent Forrester                   | 3,82 Mio.       |
| 15  | Der Keksball                     | Cookie Prom                | 5. Feb. 2014         | 4. Aug. 2015                          | Joe Nussbaum     | Dan Hernandez & Ben Samit         | 4,60 Mio.       |
| 16  | Ehrlich küsst am besten          | Lesbihonest                | 12. Feb. 2014        | 5. Aug. 2015                          | Ken Marino       | Rebel Wilson                      | 3,42 Mio.       |
| 17  | Wenn die dicke Lady singt …      | ...Till the Fat Lady Sings | 19. Feb. 2014        | 6. Aug. 2015                          | Stuart McDonald  | John Riggi                        | 2,67 Mio.       |

## Auszeichnungen
People’s Choice Awards 2014
- Beste neue Comedy